# Педурень (Селаж)
Педурень, Педурені (рум. Pădureni) — село у повіті Селаж в Румунії. Входить до складу комуни Камер.
Село розташоване на відстані 419 км на північний захід від Бухареста, 35 км на північний захід від Залеу, 95 км на північний захід від Клуж-Напоки.